# Astiberri Ediciones
Astiberri Ediciones és una editorial basca, ubicada a Bilbao fundada en 2001 per Fernando Tarancón dedicada a la producció de còmics i publica en castellà, català, euskera, gallec i altres llengües europees. Publica la meitat dels seus títols d'autors espanyols, i ha estat nominada nombroses vegades a premis del Saló Internacional del Còmic de Barcelona.